# Viatxaslau Bortnik
Viatxaslau Bortnik (belarús: Вячаслаў Бортнік)  (Hòmiel, 22 de juny de 1974) és activista dels drets humans, professor, psicòleg i activista pels drets LGBT belarussoestatunidenc.
Actualment resideix a Washington DC (EUA). És membre del Rada de la República Popular Belarussa a l'exili. Té més de 100 publicacions sobre drets humans, organitzacions sense ànim de lucre, desenvolupament internacional, educació i altres temes. Parla belarús, rus, anglès, polonès, alemany i ucraïnès.
Actua regularment als mitjans de comunicació belarussos, incloent-hi declaracions i comentaris en suport dels drets LGBT.